# Добробат (волонтерський рух)
«Добробат» — волонтерський рух, створений на початку квітня 2022 року громадським діячем, екс-радником Міністра внутрішніх справ України, екс-радником голови Офісу Президента України Віктором Андрусівим, радником Міністра внутрішніх справ України Ростиславом Смірновим, народним депутатом України Павлом Халімоном. Амбасадором «Добробату» є Народний депутат України Володимир Крейденко.
«Добробат» гуртує волонтерів та за підтримки партнерів нагально відбудовує та відновлює будівлі й інфраструктуру, знищену російськими окупантами. У 2022 році заявки на долучення до «Добробату» подали понад 40000 добровольців з усіх регіонів України. Діяльність розгорнута у чотирнадцяти областях України.
«Добробат» активно співпрацює з Міністерством внутрішніх справ України, зокрема, з Державною службою України з надзвичайних ситуацій. Усі об’єкти, на яких працюють добровольці, проходять попередню перевірку на розмінування. Головне завдання наших добровольців — розчистити об’єкти, зробити помешкання придатним для життя, щоб в перспективі мати можливість повноцінно відбудувати житло.
«Добробат» став першим добровольчим об'єднанням, який допоміг Ірпінській міській раді розібрати завали приватних та багатоповерхових будинків Ірпеня після бойових дій на Київщині у 2022 році.
18 липня 2023 року Команда «Добробату» отримала потужне підсилення – новим виконавчим директором організації став Дмитро Іванов, який і раніше активно сприяв розвитку волонтерського руху.

## Діяльність
«Добробат» має осередки в Київській, Чернігівській, Сумській, Львівській, Полтавській, Кропивницькій, Дніпропетровській, Харківській, Запорізькій, Одеській, Миколаївській, Херсонській, Івано-Франківській та Чернівецькій областях. 
Добровольчі будівельні батальйони розбирають завали зруйнованих будинків, проводять демонтажні роботи, ладнають покрівлі, монтують вікна та двері. До робіт на об’єктах долучилися добровольці з різних областей України.
Окрім небайдужих українців важливу роль у нагальному відновленні країни відіграють органи влади. Задля допомоги постраждалим українцям «Добробат» тісно співпрацює з Міністерством розвитку громад та територій України. Зокрема, за фінансової підтримки Міністерства реалізує нагальну відбудову сіл Іванівської громади на Чернігівщині. Упродовж пів року існування громадського руху співзасновники «Добробату» підписали низку Меморандумів про співпрацю. Серед них: Меморандум про співпрацю з Міністерством розвитку громад та територій України, з Ірпінською міською радою, із заступником Гостомельської селищної військової адміністрації, із Демидівською селищною радою, із Харківською ОВА. Окрім того, «Добробат» разом з благодійними організаціями Харкова та Харківською міською радою створив «Харківську армію відновлення», аби разом відбудовувати місто та регіон.
«Добробат» підтримують партнери, допомагаючи із закупівлею будівельних матеріалів, надаючи трансферні послуги та харчування для волонтерів. Приєднуються також відомі українські ведучі, актори, музиканти, хореографи, шеф-кухарі та інфлюенсери, влаштовуючи виступи на локаціях, організовуючи збір техніки для постраждалих, підтримуючи інформаційно. Активну участь у залученні партнерів, фондів та грантових програм бере Народний депутат України Володимир Крейденко. Він, у якості амбасадора проєкту «Добробат», у співпраці з державними органами виконавчої влади, акцентує і координує відновлення зруйнованих домівок.
13 жовтня 2022 року засновники проєкту «Добробат» Ростислав Смірнов та Віктор Андрусів спільно з засновницею проєкту «Made in Ukraine» Юлією Савостіною оголосили про започаткування волонтерського руху «Зігрій!», мета якого – забезпечити якомога більше захисників України в холодних окопах теплим в’язаним одягом.

### Медіа-амбасадори
Медіа-амбасадорами «Добробату» стали: актори Ольга Сумська та Віталій Борисюк, співаки Yarmak, Тамерлан, Ната Жижченко, Микола Сєрга, Настя Каменських, Потап, шеф-кухар Євген Клопотенко, блогерка Саша Бо тощо.